# Brewce Martin
Brewce Martin, dit « Sk8pope » (prononcer « Skate Pope »), ou « The Pope », est un skater professionnel américain.
Avec son fils Brandon et ses amis, les Agents CIA (sa marque de skates), ils ont commencé à construire leur rêve : Skatopia, un skatepark libre et autonome en Ohio, depuis 1995.